# フェルナンド1世 (ブラガンサ公)

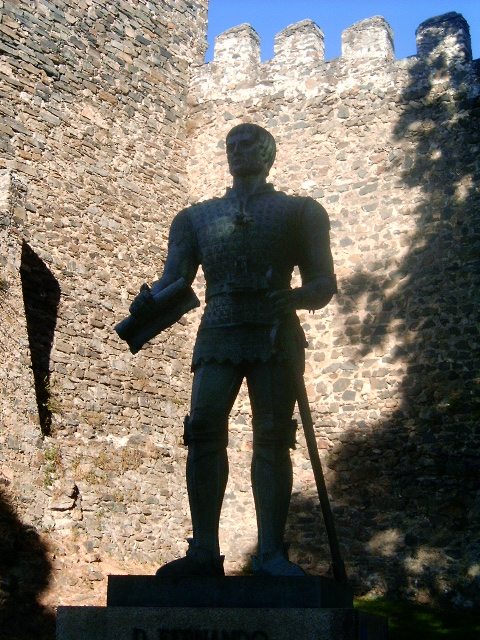
ブラガンサ城に立つフェルナンド1世像

フェルナンド1世（Fernando I, Duque de Bragança, 1403年 - 1478年4月1日）は、ポルトガルの貴族、第2代ブラガンサ公爵。アヴィシュ王朝の開祖ジョアン1世の庶系の孫である。

## 生涯
ジョアン1世の庶長子である初代ブラガンサ公アフォンソ1世と、その最初の妻でヌノ・アルヴァレス・ペレイラ将軍の娘のベアトリス・ペレイラ・アルヴィム（1380年 - 1415年）の間の第3子、次男として生まれた。幼くして母方の祖父から第3代アライオロス伯爵（Conde de Arraiolos）の爵位を受け継いだ。
1437年、フェルナンドは叔父のドゥアルテ1世により、エンリケ航海王子を総大将とするモロッコのマリーン朝遠征軍の将軍の1人に任命された。遠征計画は1632年頃から進められていたもので、フェルナンド自身はこの計画には反対していた。遠征は完全な失敗で、遠征軍はタンジールを包囲しようとして逆にモロッコ軍に包囲され、絶体絶命となった。エンリケ王子は窮地を切り抜けるため、マリーン朝のスルタンにセウタの割譲を約束し、さらに末弟のフェルナンド聖王子を人質に置いていく羽目になった。
帰国後、フェルナンドはエンリケがマリーン朝と結んだ屈辱的な講和を破棄するよう主張した。1438年にレイリアで開かれたコルテスでは、フェルナンドは貴族達の代表としてドゥアルテ1世と講和条件に関して論戦を展開し、セウタを死守するよう求めた。フェルナンドは、エンリケの結んだ講和は脅迫状態で結ばれたものであり、無効だと考えた。彼は自身の主張を通すため、議会で大々的なキャンペーンを展開して講和条件の承認を拒否させることに成功し、またドゥアルテ王にはフェルナンド聖王子を解放させるには他の方法もあるのだと説得した。
フェルナンドは1445年から1450年までセウタの総督を務め、1455年には従弟のアフォンソ5世王により初代ヴィラ・ヴィソザ侯爵（Marquês de Vila Viçosa）に叙せられた。1458年にはアルカセル・セゲールへの遠征軍に息子たちを連れて参加している。1460年に兄のヴァレンサ侯アフォンソが嫡出子をもうけずに死去したため、翌1461年に父よりブラガンサ公爵家の当主の座を継いだ。1471年、アフォンソ5世王がアシラーに親征に赴いた際には、摂政として本国を守った。

## 子女
1429年12月29日、カダヴァルの領主ジョアン・デ・カストロの娘ジョアナ（1410年頃 - 1470年）と結婚し、間に9人の子供をもうけた。
- フェルナンド2世（1430年 - 1483年） - ブラガンサ公
- イザベラ（1432年頃 - 1450年以後）
- ベアトリス（1434年頃 - 1462年） - 初代ヴィラ・レアル侯爵ペドロ・デ・メネゼスと結婚
- ジョアン（1435年頃 - 1484年） - モンテモル＝オ＝ノーヴォ侯
- ギオマール（1437年頃 - ?） - 初代ロレ伯爵エンリケ・デ・メネゼスと結婚
- アルヴァロ（1439年 - 1504年） - メロおよびカダヴァル領主、カダヴァル公爵家の祖
- アフォンソ（1441年頃 - 1483年） - 初代ファーロ伯および第2代オデミラ伯
- カタリナ（1442年頃 - 1471年以後）
- アントニオ（1444年生、夭折）